# Oensingen
Oensingen är en kommun och by i kantonen Solothurn i Schweiz, tillika huvudort i distriktet Gäu. 
Kommunen är ett regionalt centrum med 4000 arbetsplatser. Namnet uttalas Ön'singen.

## Läge och kommunikationer
Oensingen ligger där ån Dünnern lämnar Jurabergen genom en tvärdal, Klus, och flyter ut på Mittlandet.
Byn har anslutning till motorvägen N1. Här möts också huvudvägen Solothurn - Olten och huvudväg 12 in i Jurabergen. 
Vid Oensingens station stannar snälltåg på linjen Biel - Zürich. Dessutom går en normalspårig järnväg, OeBB, genom Klus till Balsthal och en smalspårig till Niederbipp.

## Historia
I kommunen har man funnit fornlämningar från sten-, brons-, och järnåldrarna. Efter att romarna dragit sig tillbaka, befolkades trakten av alemanner. Det allemanniska namnet Oensingen är känt sedan år 968. Borgen Neu-Bechburg antas ha grundlagts i slutet av 1200-talet. Byn köptes år 1415 av Bern men kom 1463 till Solothurn. 
Invånarantalet har mer än fördubblats sedan 1950.